# Torre del Baró (Benicàssim)
La Torre del Baró, o Mas de la Torre del Baró o Mas del Palmerar, és el nom amb què es coneix una torre defensiva, que se situa en les proximitats de la zona pantanosa de Lluent, al terme municipal de Benicàssim, a la comarca de la Plana Alta. Està catalogada Bé d'Interès Cultural des de 2002.
La torre es troba dins d'una finca agrícola, a la part sud del terme de Benicàssim, més propera al de Castelló de la Plana, i en zona d'horta pròxima a la N-34, al costat del Camí Vell de Barcelona.

## Història
La torre data de la darreria del segle xvi, i se la podria descriure com una torre de voluminós cos i planta quadrada. Per l'estructura i finalitat defensiva, la torre s'aproparia al conjunt arquitectònic que componia una alqueria medieval, habitada per un senyor feudal. Es pensa que podria haver pertangut a la família Casalduch, ja que hi ha documentació sobre la carta de població atorgada en el Senyoriu de Montornés i Benicàssim a 10 pobladors, el 8 de desembre del 1589, per part de la senyora Violant de Casalduch. La població de la zona va augmentar, principalment per  agricultors de la zona.

## Descripció
La torre del Baró és l'edifici original del conjunt que constituïa una masia d'ús residencial i agrícola. Els estudis han permès afirmar que la torre havia de ser exempta en un primer moment. Presenta planta quadrada, amb una única crugia, i quatre plantes de peça única en cada nivell, a les quals s'accedeix des de la primera planta, mitjançant una escala de cargol. Des de la planta baixa no es pot accedir a les plantes superiors, sinó que per poder arribar-hi cal utilitzar una porta que des de la primera planta de l'edifici adossat a la façana oest de la torre, comunica amb la primera planta d'aquesta, junts formen actualment un sol habitatge.
Està construïda emprant maçoneria amb carreus a la base i reforç en les quatre cantonades amb aquest mateix material, amb amplis buits oberts a les façanes est i nord, que semblen afegits posteriorment a la construcció, potser en adossar l'edifici amb el qual comparteix la façana oest, ja que tant el cos adossat com la torre presenten el mateix tipus de buits en planta principal. Es poden contemplar a la façana balcons enrasats a aquesta.
La coberta pot ser que estigués aterrassada i que posteriorment (potser al segle XIX), es cobrís a una aigua, donant lloc a un pronunciat ràfec a la façana nord, que es va construir amb maó massís d'argila. Per les característiques arquitectòniques i estructurals, els autors consideren que podria tipificar com un edifici renaixentista, dins de la tradició existent en el territori valencià, durant els segles xvi i xvii.
L'habitatge principal de la masia annexa és entre la torre i el cos adossat a què s'ha fet referència anteriorment. Aquest cos adossat, és una construcció d'una crugia i dues plantes, amb diverses peces en cadascuna de les altures. A la planta baixa, hi ha un annex que al seu torn té dues dependències, la cuina i el bany. Davant d'aquest cos hi ha un porxo envidriat, fet que fa pensar en una casa d'esbarjo, que és potser com va ser ideada, abans d'utilitzar-se com habitatge permanent dels casolans. Aquest edifici es remata amb una coberta.
La torre i l'edifici annex formen un angle donant origen a una estructura quadrangular, composta per diferents cossos d'edificis en tres costats, del qual un queda tancat per una alta i gruixuda paret, mentre que en un dels costats s'obre una porta per a accedir al pati. Aquesta porta va tenir més esplendor en èpoques passades, com deixen entreveure restes de capitells llaurats en pedra, de pilastres planes i de basaments, que fan suposar l'existència d'un pòrtic o porxo que constituïa la porta d'entrada. Aquest presenta un perímetre interior envoltat de nombrosos edificis com les quadres (situades en l'angle sud-est del conjunt), almàssera, estables i fins a un habitacle anomenat «presó», completant així el conjunt que definia antigament una infraestructura agrària tradicional.